# Dranske
Dranske település Németországban, Mecklenburg-Elő-Pomeránia tartományban. Lakosainak száma 1144 fő (2023. december 31.).

## Népesség
A település népességének változása:
| Lakosok száma | 1203 | 1527 | 1131 | 1117 | 1170 | 1155 | 1144 |
|               | 2010 | 2014 | 2017 | 2019 | 2021 | 2022 | 2023 |